# Hallstämpling

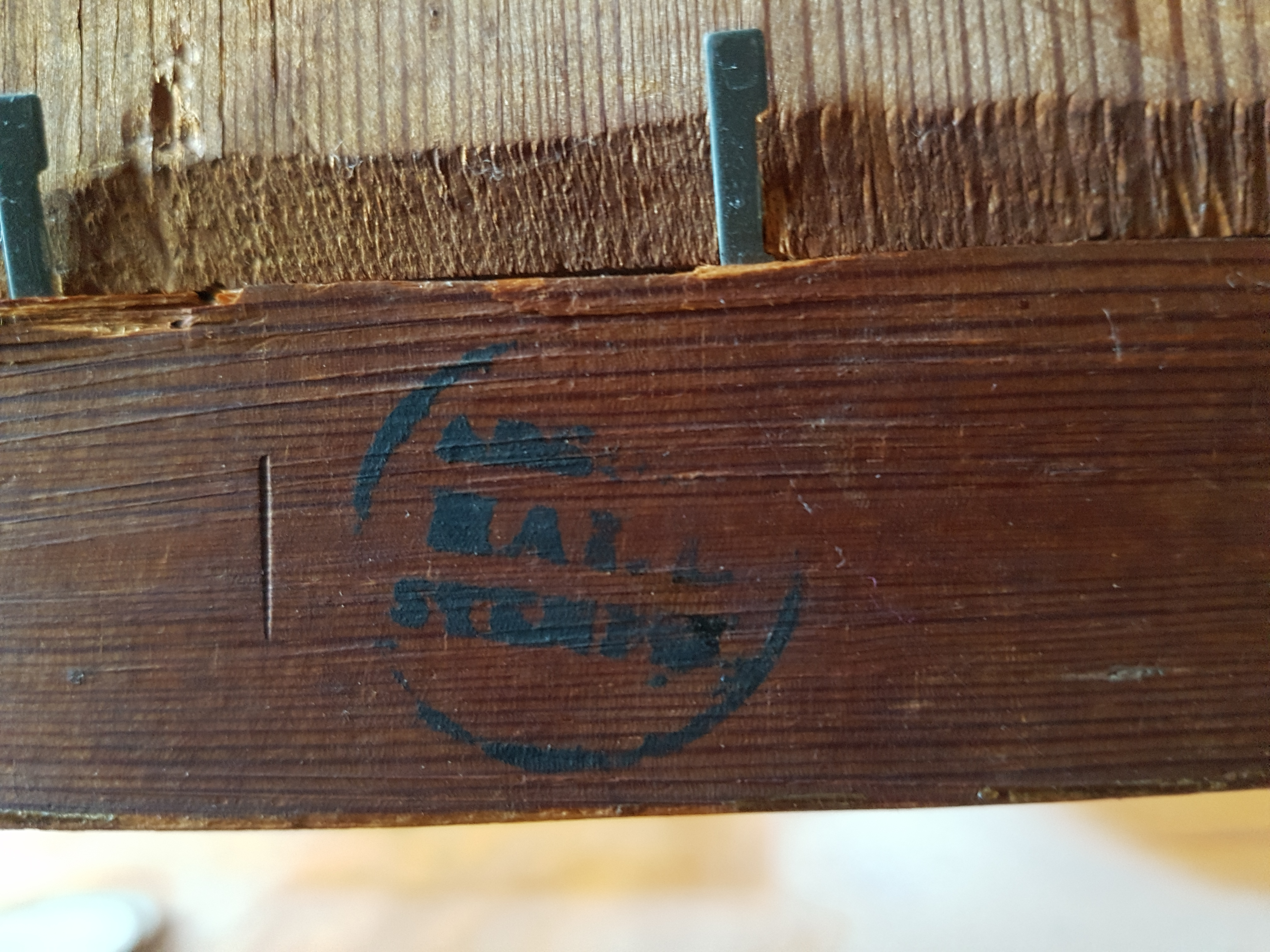
Arboga hallstämpel på baksidan av en spegel

Hallstämpling var en svensk kvalitetsstämpling av fabriks- och manufakturvaror som tillverkades vid verkstäder som lydde under hallrätt. Stämplingen pågick mellan 1739 och 1846.
Varor som tillverkades vid de verkstäder som lydde under hallrätt skulle föras till ett rum, den så kallade hallen, för att där besiktigas innan de gick vidare till försäljning. Besiktningen förrättades av edsvurna hallmästare (i 1770 års hallordning kallade besiktningsmästare och stämpelmästare) som var anställda av hallrätterna. När så ansågs nödvändigt utfördes stämplingen i närvaro av hallrättens ledamöter. Det skedde i synnerhet efter att vårdslöshet eller felaktighet vid tillverkningen upptäckts.
Varje arbetsstycke skulle vara försett med tillverkarens märke, och befanns det vara felfritt, fick det en så kallad hallstämpel. Upptäcktes fel, åsattes en annan stämpel, utmärkande varans felaktiga beskaffenhet. För att inga varor skulle undandras hallstämpling var det förbjudet att försälja inrikes tillverkat "ohallat" och ostämplat gods. I stämpelavgift erlades viss procent av varans saluvärde; för de varor, som ej kunde stämplas, erlades en motsvarande avgift.